# Inning am Holz

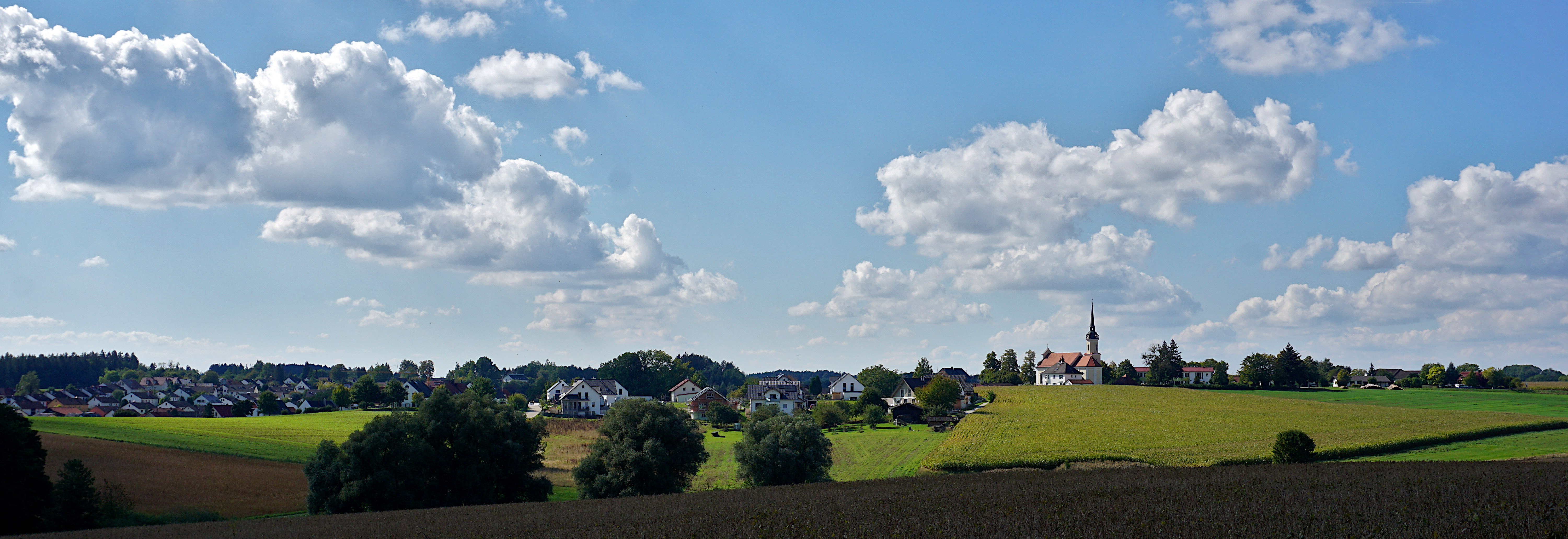
Inning vom Osten aus

Inning am Holz (amtlich: Inning a.Holz) ist eine Gemeinde im östlichen Landkreis Erding (Regierungsbezirk Oberbayern).

## Geografie

### Lage
Die Ortschaft liegt im wald- und hügelreichen Erdinger Holzland nördlich der Großen Vils etwa 15 km östlich der Kreisstadt Erding, 27 km vom Flughafen München, 22 km von Moosburg an der Isar, jeweils 28 km von Landshut und Vilsbiburg sowie 14 km von Dorfen entfernt. Südlich am Ort führt die regional bedeutsame Bundesstraße 388 vorbei.

### Gemeindegliederung
Es gibt 13 Gemeindeteile (in Klammern ist der Siedlungstyp angegeben):
- Adlberg (Weiler)
- Gosmehring (Weiler)
- Großwimpasing (Kirchdorf)
- Hain (Dorf)
- Heldering (Dorf)
- Hienraching (Weiler)
- Hofstätt (Einöde)
- Inning a.Holz (Pfarrdorf)
- Kleinwimpasing (Dorf)
- Ottering (Kirchdorf)
- Reimering (Weiler)
- Riffenthal (Einöde)
- Sonnendorf (Dorf)

Es gibt nur die Gemarkung Inning a.Holz.

### Einwohnerentwicklung
Gemäß Bayerischem Landesamt für Statistik  haben sich die Einwohnerzahlen jeweils zum 31. Dezember eines Jahres wie folgt entwickelt:
| Jahr      | 1960 | 1970 | 1980 | 1990 | 1995 | 2000 | 2005 | 2006 | 2007 | 2008 | 2009 | 2010 | 2011 | 2012 | 2013 | 2014 | 2015 | 2016 |
| --------- | ---- | ---- | ---- | ---- | ---- | ---- | ---- | ---- | ---- | ---- | ---- | ---- | ---- | ---- | ---- | ---- | ---- | ---- |
| Einwohner | 616  | 726  | 1044 | 1160 | 1265 | 1342 | 1427 | 1401 | 1406 | 1410 | 1411 | 1439 | 1436 | 1432 | 1474 | 1480 | 1456 | 1514 |

Seit 1972, dem Jahr der Gemeindereform, hat sich die Einwohnerzahl bis 2015 um 666 Personen erhöht. Das entspricht einem Wachstum von 84,30 Prozent. In den letzten zehn (fünf) Jahren nahm die Einwohnerzahl um 3,93 (1,39) Prozent zu.
Zwischen 1988 und 2018 wuchs die Gemeinde von 1104 auf 1477 um 373 Einwohner bzw. um 33,8 %.

## Politik
Seit 1978 bildet Inning am Holz zusammen mit den Gemeinden Hohenpolding, Kirchberg und Steinkirchen die Verwaltungsgemeinschaft Steinkirchen. Bei der Gemeinderatswahl 2020 kandidierte als einzige Liste das Bürger-Forum Inning a. Holz, das alle zwölf Sitze im Gemeinderat besetzt. Erste Bürgermeisterin ist Michaela Mühlen.

### Wappen und Flagge

#### Wappen
| Wappen von Inning am Holz | Blasonierung: „Über einem von Silber und Grün gespaltenen Dreiberg gespalten von Rot und Silber; vorne übereinander drei silberne Widderhörner, hinten eine wachsende grüne Tanne.“ |
| Wappen von Inning am Holz | Wappenbegründung: Die drei Widderhörner stammen aus dem Wappen der Schnedt (Schnöd). Sigmund Schnedt ist 1597 als Inhaber des Sitzes Inning nachweisbar. Seine Nachkommen übten bis Ende des 17. Jahrhunderts bestimmte grundherrschaftliche Rechte (Steuer, Scharwerk, Musterung) im Gemeindegebiet aus. Der Dreiberg im Schildfuß und die Tanne im hinteren Feld versinnbildlichen die geografische Lage der Gemeinde im hügeligen Erdinger Holzland. Dieses Wappen wird seit 1980 geführt. Der Entwurf stammt von Peter Ziller. |

#### Gemeindeflagge
Neben dem Wappen führt die Gemeinde eine Flagge mit den Farben Grün-Weiß.

### Gemeindepartnerschaften
Partnergemeinde ist Riffian im Passeiertal, Südtirol.

## Infrastruktur
Eine ÖPNV-Anbindung besteht mit der MVV-Buslinie 562.

## Sehenswürdigkeiten

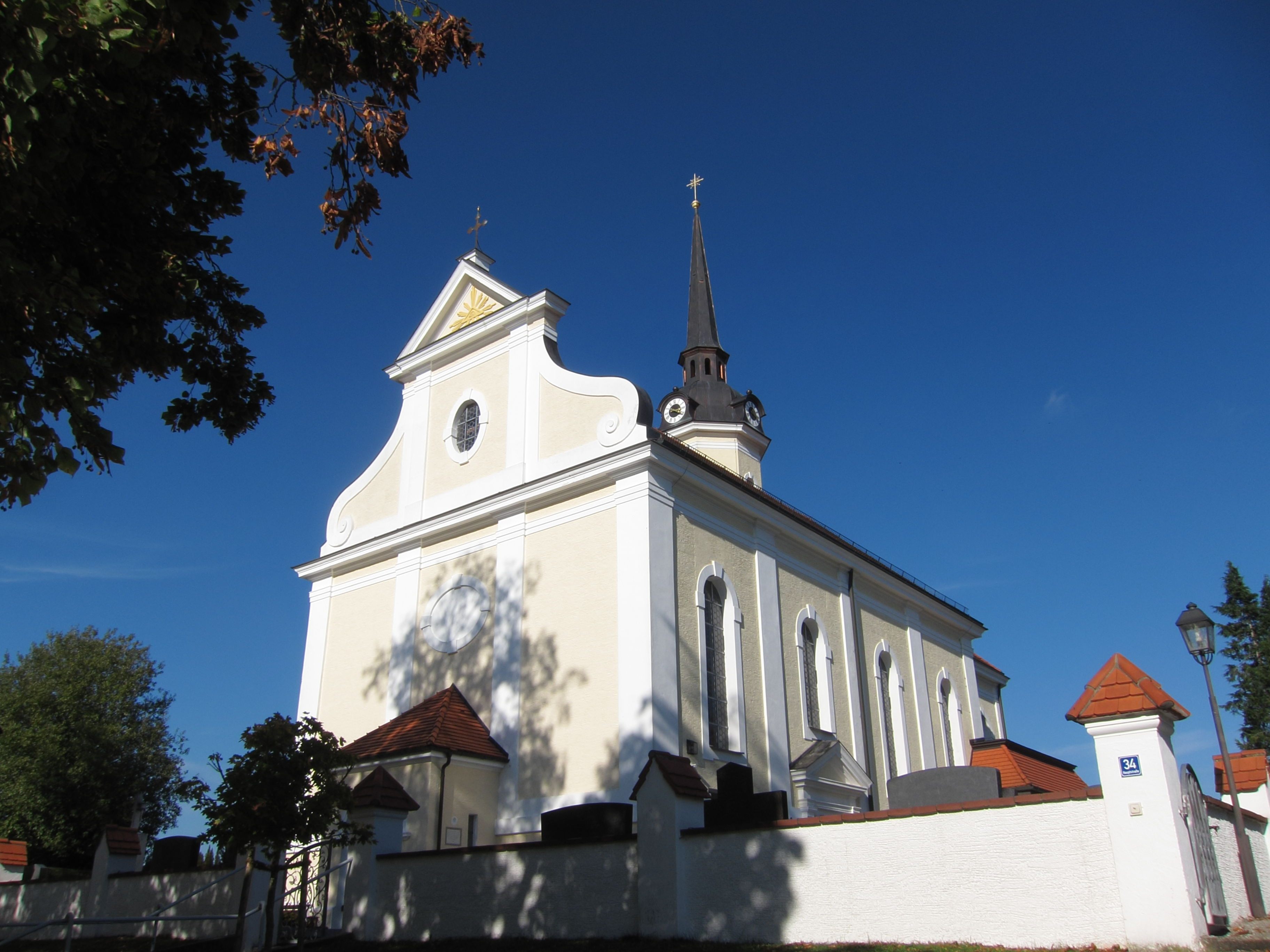
Inning St. Stephanus

In Inning am Holz und den dazugehörigen Ortsteilen stehen vier Kirchengebäude:
- Pfarrkirche St. Stephanus in Inning am Holz, errichtet 1903/04. Am 6. April 1904 wurde die Kirche durch Erzbischof Franz Joseph von Stein geweiht.[11]
- Filialkirche St. Maria in Adlberg, errichtet in der zweiten Hälfte des 15. Jahrhunderts
- Filialkirche St. Jakobus in Großwimpasing, errichtet um 1725
- Filialkirche St. Georg in Ottering, errichtet 1703